# Melanotaenia vanheurni
van Heurn's rainbowfish (Melanotaenia vanheurni) là một loài cá thuộc họ Melanotaeniidae. Nó là loài đặc hữu của West Papua in Indonesia.